# Isabelle Harrison
Isabelle Hannah Harrison (ur. 27 września 1993 Nashville) – amerykańska koszykarka występująca na pozycjach silnej skrzydłowej oraz środkowej, obecnie zawodniczka Chicago Sky, w WNBA.
21 czerwca 2016 została zawodniczką CCC Polkowice.
14 maja 2019 trafiła w wyniku wymiany do Dallas Wings. 5 lutego 2023 dołączyła do Chicago Sky.

## Osiągnięcia
Stan na 3 czerwca 2023, na podstawie, o ile nie zaznaczono inaczej.
NCAA
- Uczestniczka:
  - rozgrywek Elite Eight turnieju NCAA (2012, 2013, 2015)
  - Sweet Sixteen turnieju NCAA (2012–2015)
- Mistrzyni:
  - turnieju konferencji Southeastern (SEC – 2012, 2014)
  - sezonu regularnego SEC (2013, 2015)
- MVP turnieju SEC (2014)
- Zaliczona do:
  - składu Honorable Mention All-American (2014 przez Associated Press, WBCA, 2015 przez Associated Press)
  - I składu:
    - All-America (2014 przez College Sports Madness)
    - SEC (2014, 2015)
    - turnieju SEC (2014)

  - II składu Senior CLASS Award (2015)
  - III składu All-American (2014 przez Full Court)
  - SEC Academic Honor Roll (2012–2015)
  - SEC First-Year Academic Honor Roll (2012)

Drużynowe
- Mistrzyni Czech (2019)[5]
- Brązowa medalistka mistrzostw Polski (2017)[6]

Indywidualne
(* – nagrody przyznane przez portal eurobasket.com)
- MVP[5]:
  - ligi czeskiej (2019)*
  - finałów ligi czeskiej (2019)
- Najlepsza*:
  - zagraniczna zawodniczka ligi czeskiej (2019)[5]
  - środkowa ligi czeskiej (2019)[5]
- Zaliczona do I składu*:
  - ligi czeskiej (2019)[5]
  - zagranicznych zawodniczek ligi czeskiej (2019)[5]
- Liderka strzelczyń ligi czeskiej (2019)[5]